# Jan Pieter Schotte
Jan Pieter Schotte, C.I.C.M., belgijski rimskokatoliški duhovnik, škof in kardinal, * 29. april 1928, Beveren-Leie, † 10. januar 2005.

## Življenjepis
3. avgusta 1952 je prejel duhovniško posvečenje.
27. junija 1980 je postal tajnik Papeškega sveta za pravičnost in mir.
20. decembra 1983 je bil povzdignjen v naslovnega škofa Sillija in imenovan za podpredsednika sveta; 6. januarja 1984 je prejel škofovsko posvečenje.
24. aprila 1985 je postal naslovni nadškof Sillija in imenovan za tajnika znotraj Rimske kurije. 
26. novembra je bil povzdignjen v kardinala in imenovan za kardinal-diakona S. Giuliano dei Fiamminghi.
Upokojil se je 11. februarja 2004.